# Arrondissement di Auch
L'arrondissement di Auch è un arrondissement dipartimentale della Francia situato nel dipartimento del Gers, nella regione Occitania.

## Storia
Fu creato nel 1800 sulla base dei preesistenti distretti. Nel 1926 vi fu integrato l'arrondissement soppresso di Lombez.

## Composizione
L'arrondissement è composto da 154 comuni raggruppati in 12 cantoni:
- cantone di Auch-Nord-Est
- cantone di Auch-Nord-Ovest
- cantone di Auch-Sud-Est-Seissan
- cantone di Auch-Sud-Ovest
- cantone di Cologne
- cantone di Gimont
- cantone di Jegun
- cantone di L'Isle-Jourdain
- cantone di Lombez
- cantone di Samatan
- cantone di Saramon
- cantone di Vic-Fezensac